# Признак Сапогова
Признак Сапогова — признак сходимости числового ряда, предложенный Николаем Александровичем Сапоговым.

## Формулировка
Пусть {\displaystyle (b_{n})} есть монотонно возрастающая последовательность положительных чисел, тогда ряд
{\displaystyle \sum _{n=1}^{\infty }\left(1-{\frac {b_{n}}{b_{n+1}}}\right)},
равно как и ряд
{\displaystyle \sum _{n=1}^{\infty }\left({\frac {b_{n+1}}{b_{n}}}-1\right)}
сходится, если последовательность ограничена {\displaystyle (b_{n})} и расходится, если {\displaystyle (b_{n})} — не ограничена.

## Доказательство
Рассмотрим следующее бесконечное произведение {\displaystyle \prod _{n=1}^{\infty }{\frac {b_{n+1}}{b_{n}}}=\prod _{n=1}^{\infty }{\gamma _{n}}} с общим членом {\displaystyle \gamma _{n}={\frac {b_{n+1}}{b_{n}}}\geqslant 1}.
С одной стороны, частичное произведение равняется {\displaystyle \prod _{n=1}^{m}{\frac {b_{n+1}}{b_{n}}}={\frac {1}{b_{1}}}\cdot b_{m+1}}, так что по определению данное бесконечное произведение сходится тогда и только тогда, когда сходится (т. е. ограничена) последовательность {\displaystyle (b_{n})}.
С другой стороны, для сходимости этого бесконечного произведения необходимо и достаточно, чтобы сходился ряд {\displaystyle \sum _{n=1}^{\infty }\left(\ln \left({\frac {b_{n+1}}{b_{n}}}\right)\right)} с неотрицательным членом {\displaystyle \delta _{n}=\ln \left({\frac {b_{n+1}}{b_{n}}}\right)\geqslant 0}.
При этом
{\displaystyle \delta _{n}=\ln \left({\frac {b_{n+1}}{b_{n}}}\right)=\ln \left(1+{\frac {b_{n+1}}{b_{n}}}-1\right)\sim \left({\frac {b_{n+1}}{b_{n}}}-1\right)=\left({\frac {b_{n+1}-b_{n}}{b_{n}}}\right)\sim \left({\frac {b_{n+1}-b_{n}}{b_{n+1}}}\right)=\left(1-{\frac {b_{n}}{b_{n+1}}}\right)}
и в соответствии с признаком сравнения в предельной форме ряды {\displaystyle \sum _{n=1}^{\infty }\left(1-{\frac {b_{n}}{b_{n+1}}}\right)}, {\displaystyle \sum _{n=1}^{\infty }\left({\frac {b_{n+1}}{b_{n}}}-1\right)}, бесконечное произведение {\displaystyle \prod _{n=1}^{\infty }{\frac {b_{n+1}}{b_{n}}}} и числовая последовательность {\displaystyle (b_{n})} все вместе либо сходятся, либо расходятся.